# Topli Do (gmina Surdulica)
Topli Do (cyr. Топли До) – wieś w Serbii, w okręgu pczyńskim, w gminie Surdulica. W 2011 roku liczyła 29 mieszkańców.